# Manifesto di Rauma
Il manifesto di Rauma (in esperanto Manifesto de Raŭmo) è stato scritto da uno dei tre gruppi di lavoro riguardanti il tema "Esperanto negli anni '80" durante il Congresso Giovanile Internazionale a Rauma in Finlandia. I principali redattori furono Giorgio Silfer e Jouko Lindstedt. Il testo non fu presentato né agli altri gruppi né alla commissione incaricata, bensì direttamente ai congressisti. Fino alla fine del 1980 esso fu sottoscritto da circa un centinaio di persone.
A Rauma, oltre al manifesto, nacque anche un secondo testo (Esperanto negli anni '80) in tre parti: "Obiettivi e constatazioni", "Metodi e raccomandazione", "Informazione all'esterno".
È significativo che la rivista Esperanto impiegò dieci anni prima di pubblicare il testo del Manifesto. Prima e dopo furono numerose le discussioni in molti giornali. Probabilmente la sezione meno compresa fu il paragrafo "I nostri scopi" con la frase "Abbiamo l'obiettivo di diffondere l'esperanto per realizzare poco alla volta i suoi valori positivi... " (seguono quattro valori). Nei dibattiti, si è spesso erroneamente sostenuto che i firmatari del manifesto non volessero la diffusione dell'esperanto, ma soltanto utilizzare la lingua..
È necessario distinguere il testo del manifesto dal raumismo, che ideologicamente deriva anche da altri documenti: i rapporti politico-culturali di LF-koop (1980-1998), le Conclusioni di Seghedino (1988), gli studi di alcuni sociologi, la Kvintezo (prima parte del Patto per la Civitas Esperantica, 1998). I "raumisti" seguono le idee del manifesto; ma ad alcuni sembra che la diffusione dell'esperanto riceva meno attenzione e ciò potrebbe chiarire le incomprensioni riguardanti il Manifesto di Rauma stesso.

## Il testo del manifesto
| (31 luglio 1980) Questo documento riceve il nome della città, in Finlandia, dove si è discusso, in occasione del trentaseiesimo Congresso Giovanile Internazionale (25 luglio - 1º agosto 1980) il tema "Esperanto negli anni '80: scopi e metodi". Non esprime ancora l'opinione ufficiale della TEJO come organizzazione, ma soltanto di coloro, individui e gruppi, che lo hanno sottoscritto o lo sottoscriveranno. Il manifesto originale si trova presso la FEJO (Organizzazione Giovanile Esperantista Finlandese), che accetta eventuali sottoscrizioni in forma scritta fino al 31 dicembre 1980. FEJO, presso il signor B. Holmberg, Arentikuja 1 B 253, SF-00410 Helsinki 41. Crisi d'identità I firmatari hanno constatato una contraddizione nel comune sentire degli esperantisti, quasi un conflitto tra un super io ideale ed un io: il nostro super io ci incita a predicare alle altre persone alcuni miti - la seconda lingua per tutti / la lingua inglese è un nostro nemico / L'ONU deve adottare l'esperanto / eccetera - e lodare la lingua senza alcun'oggettività durante un'intervista; allo stesso tempo, tra noi, apprezziamo ed utilizziamo l'esperanto per ciò che esso effettivamente è, indipendentemente dagli slogan che rispecchiano lo scopo primitivo del movimento esperantista. Questa, infatti, è una crisi di identità, e noi sentiamo la necessità di motivare il nostro essere esperantisti in modo più coerente. Critica degli scopi primitivi Noi crediamo che: - l'ufficializzazione della lingua esperanto non è né verosimile né essenziale durante gli anni 80 - si devono avere scopi alternativi; - l'abbattimento della lingua inglese non è né un compito né una preoccupazione degli esperantisti: in fondo l'inglese ha il ruolo di lingua ausiliaria analogamente al francese al suo tempo (persino meno importante di quanto allora fosse il francese); Zamenhof mai propose al movimento esperantista lo scopo di contrastare il francese, poiché per l'esperanto egli prevedeva un ruolo alternativo di maggior valore. I nostri scopi Noi abbiamo lo scopo di diffondere l'esperanto sempre di più, e poco alla volta, realizzare i suoi valori positivi: 1. propedeuticità per l'insegnamento delle lingue; 2. contatti tra persone comuni; 3. contatti senza discriminazioni; 4. cultura internazionale di un tipo nuovo. Insieme all'ultimo valore, noi enfatizziamo che la ricerca di una propria identità ci fa concepire l'essere esperantisti quasi come l'appartenenza a una prescelta minoranza linguistica in diaspora. La crescita delle nostre forze e l'adesione di nuove persone sono assolutamente condizionate dalla presa di coscienza di questi valori. I congressi come via alla crescita I congressi e gli incontri internazionali sono essenziali per l'assimilazione della persona alla nostra comunità linguistica: è necessario da un lato svolgere più spesso congressi tra noi, e riservare alle riunioni degli organi dirigenti alcuni incontri di lavoro separati secondo il modello del Seminario TEJO a Strasburgo nel giugno 1980, dall'altro è necessario rafforzare l'utilizzo dell'esperanto come lingua di lavoro in conferenze internazionali di settore secondo il modello degli insegnanti Freinet. Noi crediamo che il primo secolo dell'esperanto abbia dimostrato la validità della lingua per esprimere tutto; a metà degli anni ottanta, all'inizio del secondo secolo, dobbiamo anche cominciare a mostrare al mondo che siamo anche capaci di dire qualcosa - qualcosa di culturalmente originale e dal valore internazionale. |